# Beatris Spassowa
Beatris Spassowa (bulgarisch Беатрис Спасова; * 2. April 2002) ist eine bulgarische Tennisspielerin.

## Karriere
Dentschewa spielt hauptsächlich auf der ITF Women’s World Tennis Tour, wo sie bisher aber noch keinen Turniersieg erringen konnte.
2022 erreichte sie mit ihrer Partnerin Darja Schalamanowa im Januar das Finale des Doppelwettbewerbs des ITF W15 in Antalya, das die beiden mit 6:2, 2:6 und [8:10] gegen Doğa Türkmen und Melis Ayda Uyar verloren. Im Juni erreichte sie gemeinsam mit Marija Berhen ein weiteres ITF-Doppelfinale, das die beiden gegen Gabriella Da Silva Fick und Eleni Christofi mit 0:6 und 1:6 verloren.
2023 trat sie im Mai gemeinsam mit ihrer Partnerin Maria Toma im Hauptfeld des Damendoppels des Haci Esmer Avci Tennis Cup an. Die beiden verloren aber bereits ihr Auftaktmatch gegen Darja Lodikowa und Fanny Östlund mit 1:6 und 4:6.
2024 erreichte sie im September mit Partnerin Sinowija Wanewa das Viertelfinale im Doppelwettbewerb des Pirulo Cup Pasardschik.